# Dunkelgraben
Der Dunkelgraben ist ein gut ein Kilometer langer Bach im unterfränkischen Landkreis Main-Spessart, der aus südlicher Richtung kommend von rechts in den Rechtenbach mündet.

## Geographie

### Verlauf
Der Bach entspringt dem Nützenbrunnen im Südöstlichen Sandsteinspessart auf dem Gebiet der Gemarkung Lohr am Main in der Flur Rodenbacher Buch  am bewaldeten Nordwesthang des Steinernen Bühls (471 m ü. NHN) auf etwa 416 m ü. NHN.
Die nächsten Ortschaften sind das knapp zweieinhalb Kilometer im Nordwesten gelegene Rechtenbach, der ungefähr ebenso weite im Nordosten liegende Lohrer Stadtteil Wombach, sowie der gut drei Kilometer entfernte Stadtteil Rodenbach im Osten.

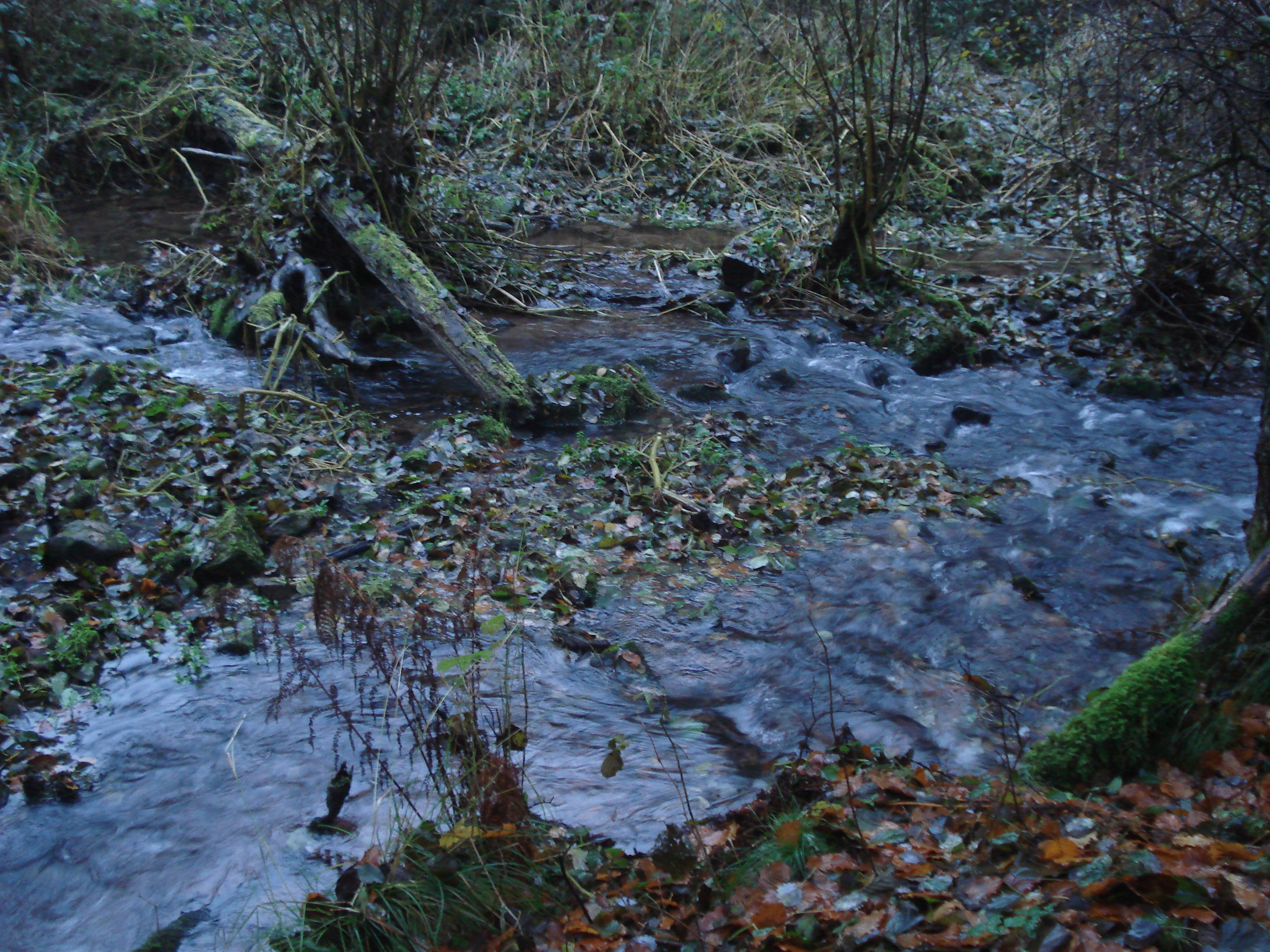
Der Dunkelgraben (vorne) mündet in den Rechtenbach (von links nach rechts)

Der Dunkelgraben fließt zunächst nordwärts durch die Waldflur Teufelshecken, dann in der Flur Dunkelschlag am Westhang des Schwebberges (392 m) entlang durch ein enges bewaldetes Tal, passiert die Gemarkungsgrenze nach Rechtenbach und erreicht ein kleines Wasserwerk. Dort wird der sonst oft trocken gefallene Dunkelgraben vom Überlauf von dessen Brunnenstube erheblich mit Wasser verstärkt.
Er mündet schließlich nördlich davon und südlich des Rothenberges (397 m) auf etwa 252 m ü. NHN direkt südlich der B 26 von rechts in den Südbogen des Rechtenbaches.
Der etwa 1,1 km lange Lauf des Dunkelgrabens endet ungefähr 165 Höhenmeter unterhalb seiner Quelle, er hat somit ein mittleres Sohlgefälle von circa 15 %.

### Einzugsgebiet
Das 2,17 km² große Einzugsgebiet des Dunkelgrabens liegt im Spessart und wird durch ihn über den Rechtenbach, den Main und den Rhein zur Nordsee entwässert.
Es ist fast vollständig bewaldet.